# Haerts (Álbum)
Haerts é o álbum de estréia da banda americana Haerts, lançado em 27 de outubro de 2014 pela Columbia Records e foi produzido pela banda junto com Jean-Philip Grobler (conhecido como St. Lucia) junto com Andy Baldwin. O álbum contêm três faixas do extended play de estréia, Hemiplegia, que foi lançado em 23 de outubro de 2013. O lançamento do álbum foi precedido do single Giving Up em 2 de setembro de 2014.

## Promoção
Em meados de 2014, a banda fez uma pequena turnê promocional pela América do Norte. O repertório de faixas contavam com as faixas do mini-álbum Hemiplegia e também com faixas inéditas do álbum de estréia que estavam para lançar.
Em 2 de setembro do mesmo ano, a banda lanço o primeiro single do álbum, intitulado “Giving Up”, tendo o videoclipe lançado em 30 de outubro de 2014.
A banda fez outra turnê pelos Estados Unidos, após o lançamento do primeiro álbum de estúdio. Passou por Washington DC, Nova York, Filadélfia, Los Angeles, São Francisco e várias outras cidades, começando em 7 de novembro e encerrando em 20 de dezembro.

## Singles
O primeiro single do álbum, “Giving Up”, foi lançado em 2 de setembro de 2014. A Alt Citizen, um blogue voltado para músicas e cultura, descreveu esta canção como “uma música imediatamente magnética”.

## Lista de faixas
| N.º            | Título                 | Compositor(es)                | Duração |  |
| 1.             | "Heart"                | Nini Fabi e Benjamin Gabert   | 4:29    |  |
| 2.             | "Wings"                | Fabi e Gabert                 | 4:58    |  |
| 3.             | "Hemiplegia"           | Fabi, Gabert e Garrett Ienner | 3:49    |  |
| 4.             | "Call My Name"         | Fabi e Gabert                 | 3:36    |  |
| 5.             | "No One Needs To Know" | Fabi, Gabert e Ienner         | 3:34    |  |
| 6.             | "Giving Up"            | Fabi, Gabert e St. Lucia      | 4:15    |  |
| 7.             | "Lights Out"           | Fabi                          | 4:23    |  |
| 8.             | "Be The One"           | Fabi e Gabert                 | 3:38    |  |
| 9.             | "All The Days"         | Fabi, Gabert e St. Lucia      | 4:27    |  |
| 10.            | "Hope"                 | Fabi e Gabert                 | 4:27    |  |
| Duração total: | Duração total:         | Duração total:                | 41:45   |  |

.
| Faixas do álbum deluxe |                           |                        |         |  |
| N.º                    | Título                    | Compositor(es)         | Duração |  |
| 11.                    | "The Creek (Bonus Track)" | Nini Fabi e Ben Gabert | 4:39    |  |
| 12.                    | "One Life (Bonus Track)"  | Nini Fabi e Ben Gabert | 3:37    |  |
| Duração total:         | Duração total:            | Duração total:         | 51:01   |  |